# 克勞福德鎮區 (堪薩斯州克勞福德縣)
克勞福德鎮區（英語：Crawford Township）為位在美國堪薩斯州克勞福德縣的鎮區。2010年美国人口普查中該鎮區人口有928人。

## 地理
克勞福德鎮區涵蓋面積159.58平方（61.61平方英里），此鎮區圍繞著縣城吉拉德。

### 墓園
根據美國地質調查局的資料，此鎮區擁有1座墓園：
- 吉拉德墓園（Girard Cemetery）

### 溪流
通過此鎮區的溪流有：
- 克利爾溪（Clear Creek）
- 埃爾姆溪（Elm Creek）

### 機場
- Harport飛行場

## 人口統計
根據2010年美國人口普查，克勞福德鎮區人口有928人，人口密度為5.87人/每平方公里。此鎮區居民之種族有96.44%為白人；0.43%為非裔美洲人；1.51%為美洲原住民；0.32%為亞洲人；0.11%為太平洋島民；0%為其他種族；另外有1.19%為混血種族。而西班牙裔或拉丁裔美洲人佔此鎮區人口的0.32%。

## 外部連結
- US-Counties.com
- City-Data.com（页面存档备份，存于）